# اللغة العربية النبطية
اللغة العربية النَبَطية هي لغة سامية عربية تتبع لهجة من لهجات اللغة العربية الشمالية القديمة وكان شعب الأنباط في شمال شبه الجزيرة العربية يتكلم بها و يستخدمها للتدوين.
في القرن الأول الميلادي ، كتب الأنباط نقوشهم مثل النصوص القانونية المنحوتة على واجهات المقابر الأثرية في مدائن صالح بالخط الآرامي النبطي.